# ホームスクーリング

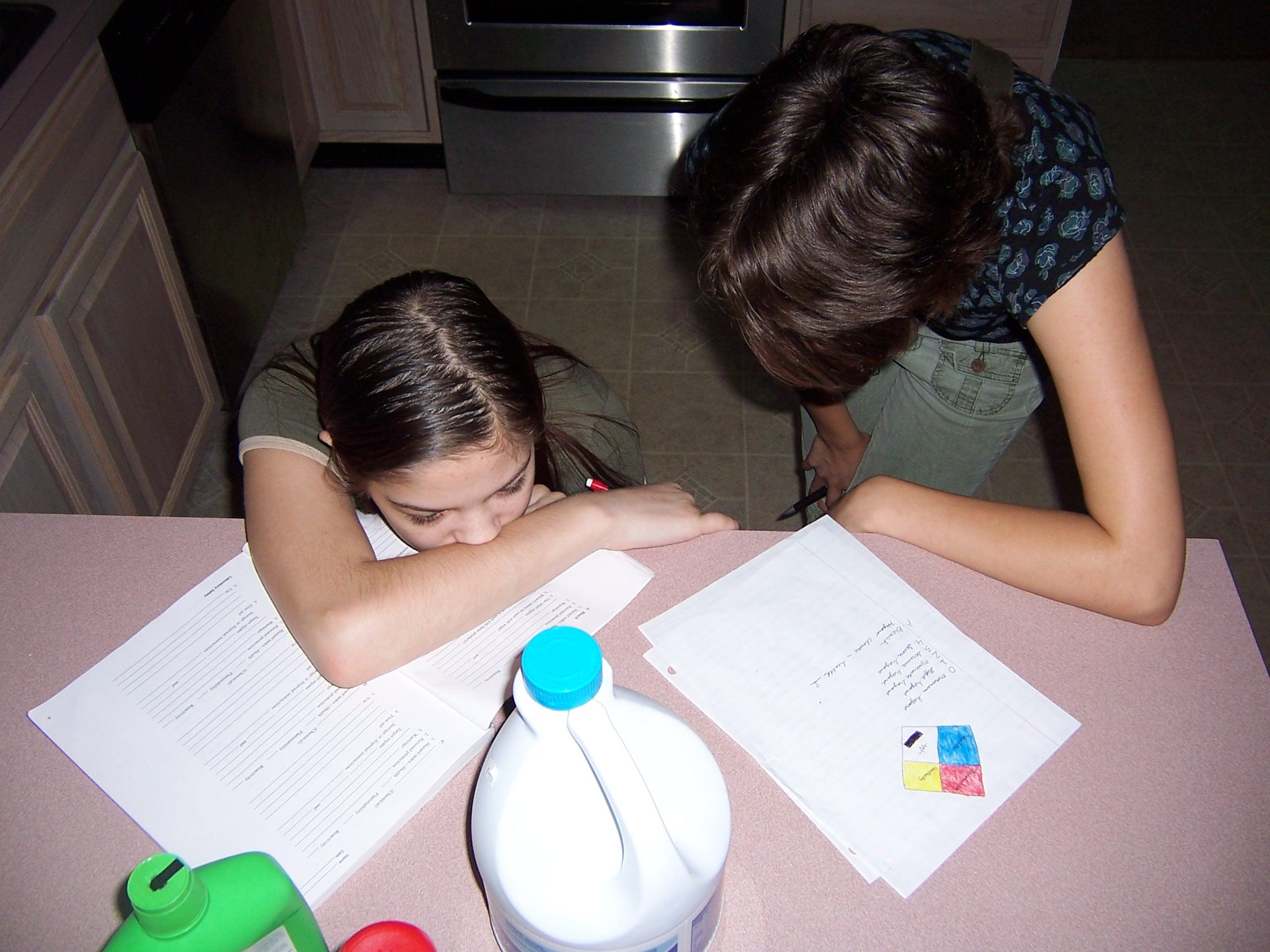
キッチンで日用化学製品の勉強をするホームスクーリングの子供と母親

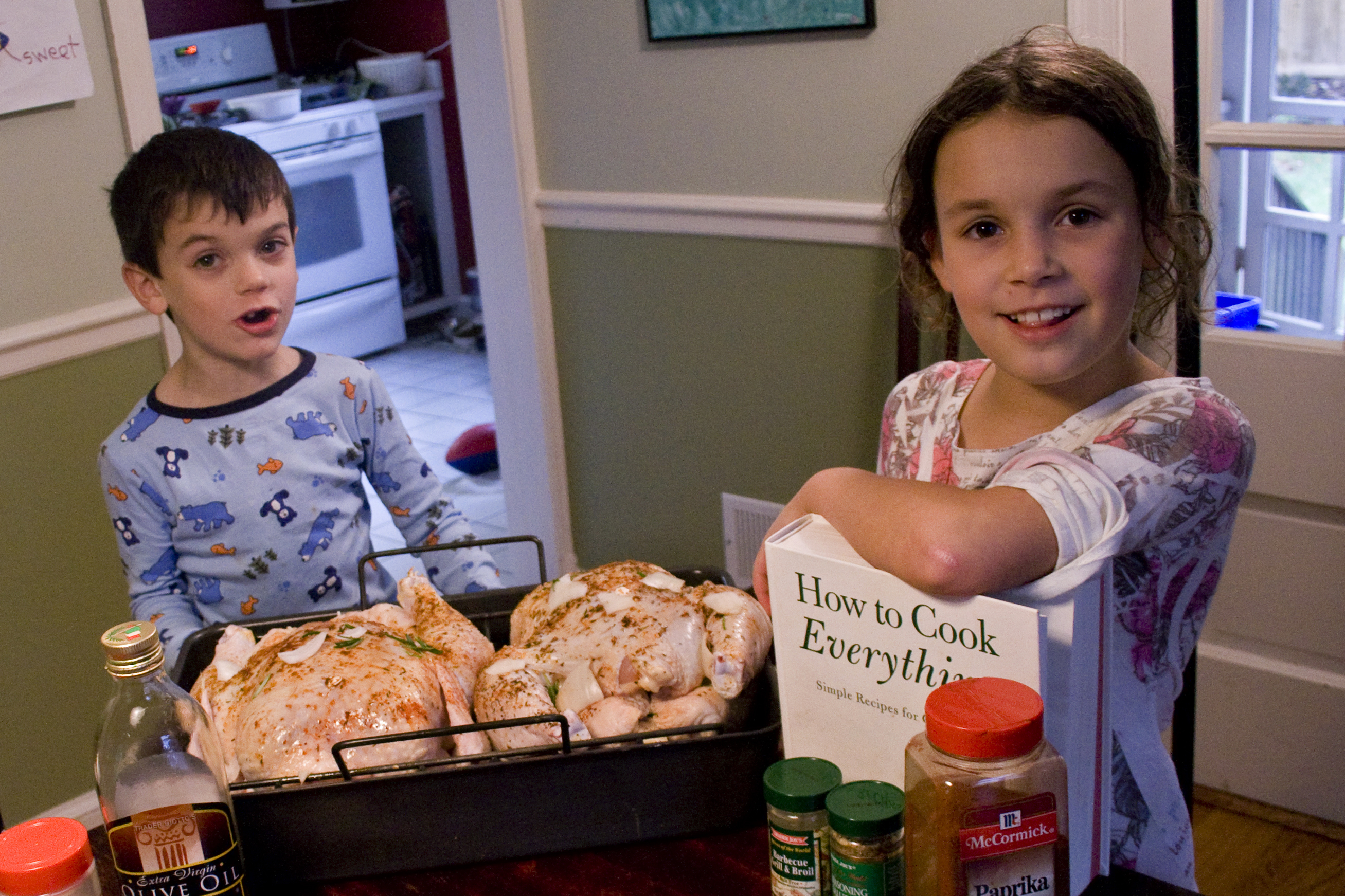
ホームスクーリングで、料理の本を用いつつ、実際に料理することで、料理法（調理法）を学ぶ子供たち

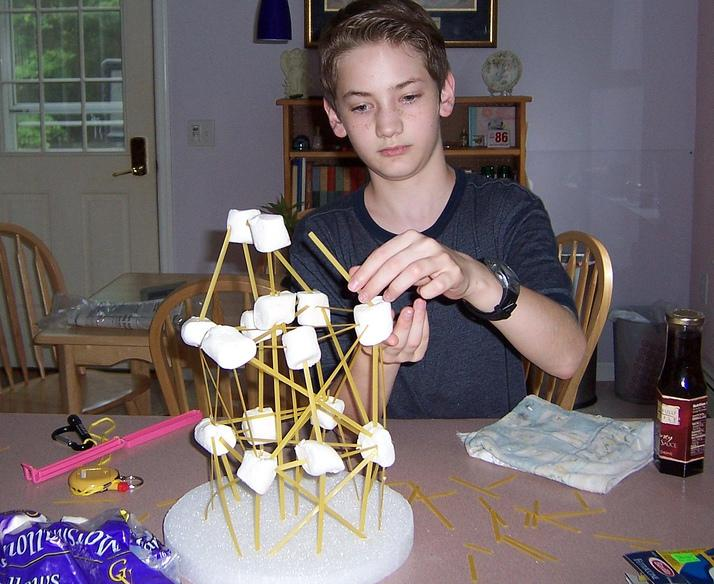
ホームスクーリングでタワー（の模型）を作るプロジェクトを行っている少年。ここでは、模型の材料として家庭にあるパスタやマシュマロを用いている。構造物の構成法や構造力学の初歩を理解してゆく。

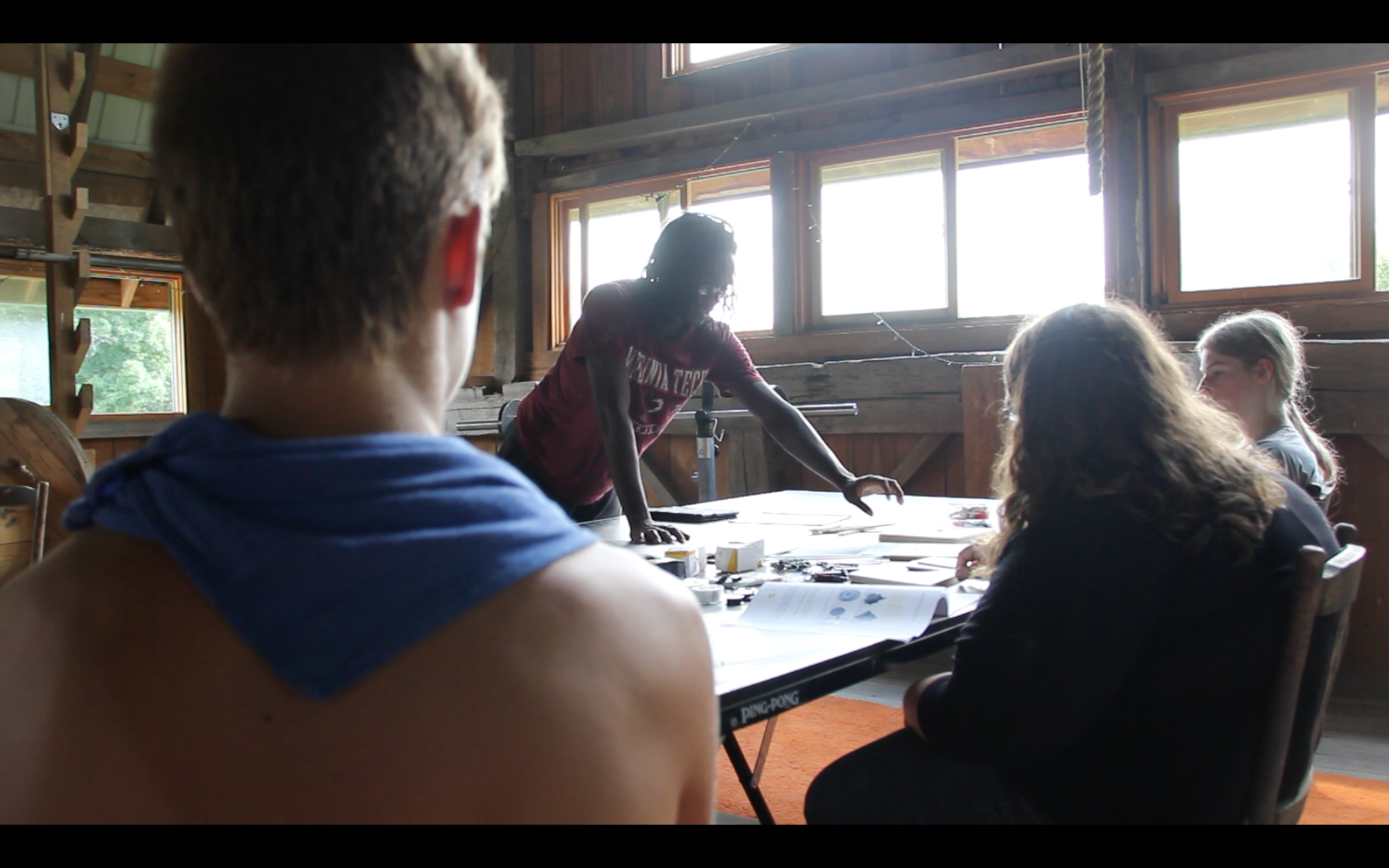
Spokes America Homeschool Networkによって、機械工学に関するブレインストーミングを行う子供たち。

ホームスクーリング（英語: homeschooling）は、学校に通学せず、家庭に拠点を置いて学習を行うことをいう。オルタナティブ教育の形式のひとつであり、ホームスクール（英語: homeschool）、ホームエデュケーション（英語: home education）などともいう。ホームスクーリングが盛んな米国などでは、家庭を拠点としながら大部分の時間を戸外の教育機関で過ごすケースがあるため、在宅教育（ホームスクーリング）とともに、自宅ベース教育（home-based education ホーム・ベイスド・エデュケーション）という表現も使われる。
ホームスクーリングを教育形態で分類すると、教科書などを使い保護者等が教師役をつとめる、あるいは保護者監督のもとインターネットで在宅講座を受けるラーニング・アット・ホーム、他のホームスクール生徒とともに講義を受けるアンブレラ・スクール、子供の自主性に任せて本人の学習する意欲・興味に従って教育を進めるアンスクーリング（ナチュラル・ラーニング）等がある。

## 近代以前の状況
近代以前は、王族や貴族や裕福層など、特に一流の人々は、子供を学校に通わせずに、家庭教師などを付けるなどして自宅で教育することが多かった。自力で優秀な教師を選びに選んでから雇ったほうが、最高の教育を子供に与えることができたからである。家庭教師は引退した教授やポストが無い在野の科学者など、大学などに所属していない学者が雇用された。またマナーや教養なども含めた初等教育全般を引き受けるガヴァネスも存在した。
アレクサンドロス大王は、少年時代、家庭教師としてアリストテレスをつけてもらうことができ、世界最高の教育を受けることができた。17世紀フランスのブレーズ・パスカルも、教育熱心な父親のおかげで、家庭で最高の教育を受けることができ、父親自身が教師になって高度な教育を行ってくれたり、また、パスカル家にやってくる当時の超一流の学者たちから直接的に最高の学問を教えてもらうことができた。アルフレッド・ノーベルの父親は事業で成功し裕福だったことから、息子のために化学者のニコライ・ジーニンをはじめとした学者を家庭教師として複数つけることができた。
その他、学校生活に適合できずに家庭で勉強を続け、その才能を開花させた例としては、発明王として知られるトーマス・エジソンが有名である。

## 各国・社会における状況

ホームスクールの合法性
合法
ほぼ全域で合法、あるいは実践されているが論争中
非合法

### 世界的な状況
2000年代に入ると、eラーニングに多くの変革が起こった。著名な大学は、その優位性を主張するように競う様な形で、多くの授業を無料で公開宣伝を行っている。この教育コンテンツは、Massive open online course（大規模公開オンライン講座）と呼ばれており、ネットの環境を持っていれば世界中で有名大学の授業を無料で受講でき、課題に合格すれば修了証が発行される。2014年には、ホームスクーリングをしていた（自己紹介では全てMOOCで学習していた）15歳の少年が、マサチューセッツ工科大学に合格している。

### 米国
米国では、1993年までに全ての州でホームスクーリングは合法とされている。ホームスクーリングを実施する理由としては、1990年代後半には進化論の拒絶などの宗教的な理由が多かったが、2011年の調査では多発する銃乱射事件など学校環境の不安や、家庭での道徳教育、学校の指導への不満が多くなっている。2011年時点で150万から200万人がホームスクーリングを実施している。
ホームスクーリングは親が子を学習放棄したり無視したり放任するのを防ぐため、定期的な標準学力テストの受験・親による指導・英語による指導・必修科目の指定・出席記録の教育局へ提出などを州政府がホームスクール法として法的・制度的に定めており、守って実施する必要がある。
ホームスクーリングをおこなう家庭を法的に支援するための民間団体として設立されたホームスクール法律擁護協会（en:Home School Legal Defense Association, HSLDA）の働きがみられる他、各地の草の根ネットワーク活動が活発である。ホームスクーリング関連のウェブサイト、ホームスクーラー向けの参考書や教科書、またそれを専門に販売する業者や店舗、インターネットスクールも多数存在する。また、主な大学のほとんどが、ホームスクーリング出身者の入学を受け入れている。ホームスクーリングで教育を受けたのちGEDを取得し大学に入学する学生がいる他、コミュニティ・カレッジではGED対策のためのクラスを設けている所も多い。
勝手に自宅で学習させることとは区別されており、「ホームスクールをする」と主張し通学しなかった高校生が警察によって学校に連れて行かれる例もある。

### カナダ
カナダも全州において合法である。
全国的なホームスクーリングのイベントとしては、The Canadian Online Homeschool Conferenceと National Home Education Conferenceの2つが知られている。北部の3つの準州とプリンスエドワード島州を除く全ての州にもローカルなネットワークが広がっており、活発な交流イベントを実施している。

### イギリス
イギリスでは、学校に赴くことではなく、フルタイムで教育を受けさせることが義務とされている。そのため、ホームスクーリングは「ホームエデュケーション」の名称で法的にも義務教育として認められており、2010年現在で60000人が行っていると推定されている。学校が国の基準を守った教育をしているかを調査する教育水準局の担当者は、ホームスクーリングを実施している家庭を訪問して教育内容が適切であるかを確認することもある。

### ドイツ
ドイツでは、ドイツ基本法には就学義務を定めた規定は存在しないものの、全ての州で就学義務が定められている。ホームスクーリングの権利がドイツ基本法上認められるとの主張を元に訴訟も行われたが、通説・判例はホームスクーリングは禁止されているとしている。
長期の病気などの場合を除いて、ホームスクーリングは就学義務違反と判断される。思想・良心的理由があってもホームスクーリングが就学義務を免除する理由にはならず、ドイツ国内の生徒にとっては通信制の学校も選択肢に入らない。ホームスクーリング実施者は、数百人程度と推測されている。ホームスクーリングを実施すると、多くの州で欠席した子供を所轄官庁や警察が強制的に学校に連行することができ、これに反する場合は科料の対象となる。親についても数千ユーロ以下の科料の他、州によっては犯罪とされて6ヶ月以下の自由刑や罰金の支払いを命じられる可能性もある。就学を繰り返し拒否する親については、家庭裁判所の判断で、親権の停止または剥奪がされる場合もある。
そのため、ホームスクーリングを実施するために国外に脱出する事例もある。義務教育#ドイツを参照。

### イスラム社会
イスラム社会では女性が教育を受ける権利が著しく制限されている国があり、タリバン政権下のアフガニスタンのように女性が学校に通うこと自体を禁止した事例もある。このような国では女性の教育はホームスクーリングに頼っている。

### 日本
日本では、学校教育法の規定から、学校に通わなかった場合について罰金刑の適用は少ないながらもあり、男女共学反対事件（最高裁判所 昭和32年9月19日、判例時報125号-1）が知られているほか、福島家庭裁判所平支部 昭和34年10月13日 判決（家庭裁判月報12巻2号150-152）と岐阜家庭裁判所 昭和51年2月12日 判決（家庭裁判月報28巻10号214-217）は判例紹介誌に記載されている。
ただ、上記は保護者の義務違反であって、ドイツなどとは違って義務教育期間の年齢である子供自身には就学義務はないため、保護者が就学可能であるよう環境等を十分に整えて準備したにもかかわらず子供の自由意思で不登校である場合は、法律上の義務に違反した扱いにはならない。このように、日本ではホームスクーリングは広くは認められていないが、不登校の児童生徒に対しては柔軟な対応をすることを認める通達を出すなど、変化も見られる。
過去においては、明治5年の学制は教育年限を定めたものの強制力は弱かった。1879年（明治12年）の教育令以降は、1941年（昭和16年）の国民学校令までは、市町村長の許可を必要とするなどの条件（時期により異なる）を満たすことで、別途普通教育を受けることが可能な者は学校に入らなくても良い旨が規定されていた。例えば、1900年（明治33年）の第3次小学校令であれば、第36条第1項但書の規定により、保護者は義務教育として「家庭又ハ其ノ他」において尋常小学校の教科を習得させることができた。
2016年に成立した義務教育の段階における普通教育に相当する教育の機会の確保等に関する法律、通称教育機会確保法によって「不登校児童生徒が行う多様な学習活動の実情を踏まえ、個々の不登校児童生徒の状況に応じた必要な支援が行われるようにする」ことを自治体の責任とすることが明記された（第三条）。
不登校児童生徒等の実態に配慮して、出席日数に関する規定などの教育課程の基準によらず、特別の教育課程を編成して教育を行う学校である不登校特例校の設置が現在計画されており、それは2023年から5年後までに、すべての都道府県や政令指定都市に設置し、将来的に全国で300校設置する計画である。

## ホームスクーリング選択の理由
ホームスクーリングを選ぶ理由は各家庭によって様々であるが、比較的多い理由は次のようなものである。
- 家が学校から遠い（デンマーク、オーストラリア、米国の農村部に多い）
- 宗教的・思想的な理由で、子供や保護者が学校での学習内容に満足できない
- 宗教・思想・学習内容が合うオルタナティブ教育機関が通学範囲にない
- 宗教・思想・学習内容が合う私立校へ通う金銭的余裕がない
- 健康面等に問題がある
- いじめなど学校における問題のため、子供が不登校になっている
- 保護者が英才教育を希望している
- 芸能活動を行っており学校に通う時間がない
- イスラム教国の一部では国の政策により教育を受ける権利が制限されているため

米国
調査によって若干分類や分析が異なる。

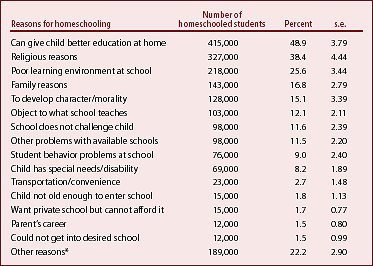
ホームスクーリングを選ぶ理由。NCESの報告（1999年）

米国での調査。ホームスクーリングを選択した主たる動機（2007）。 Institute of Education Sciencesによる調査、2008年報告。

NCESの調査報告によると、「ホームスクーリングのほうが、子供に より良い教育を受けさせられるから」、というものが最上位である。
アメリカ合衆国では宗教的な理由が上位に挙がる。宗教的理由とは、「世俗的価値観」（大衆文化・進化論・早期性教育・性的な乱れ、セーフセックス・同性愛の容認など）から子供の精神を守るためにホームスクールを行うことである。このような家庭では、キリスト教的観点から書かれた教科書（創造論も含む）や性教育副読本を用いたカリキュラムを利用し、アンブレラ・スクールに所属することが多い。思春期に当たる小学校高学年から中学校までなど、期間限定でホームスクーリングを行うケースもある。
もう一つの特徴として、教科書や机に拘束される学校環境を嫌う家庭、あるいはアナーキストや反体制主義者で学校組織に組み込まれるのを嫌う家庭の子供も学校に通わない。前者は学校環境にしばられない興味本位の学習手段アンスクーリング、後者は反組織主義を念頭に置いた脱学校（デスクーリング）と呼ばれる。また、食育を気にし通わせないなどの家庭もある。
上記に挙げられた理由により、学校に入学する以前からホームスクーリングを選択する場合と、入学したが学校になじめず家庭で学習を継続する場合がある。そのほか期間限定あるいは毎年交互にホームスクーリングと私立校への通学を行うケースもある。また義務教育すべてを自宅やアンブレラ・スクールで行う方針の家庭もあれば、軽度の学習障害やパニック障害を持つ子供を家庭で時間をかけて学習環境に慣らせていき、最終的に一般校に入ることを目標にする家庭もある。子供の性格に合わせ、兄弟であっても一般校へ通学する子供とホームスクーリングを受ける子供がいる家庭もある。このようにホームスクーリングといっても様々な背景・動機による異なった形態がある。

## 発達障害とホームスクーリング

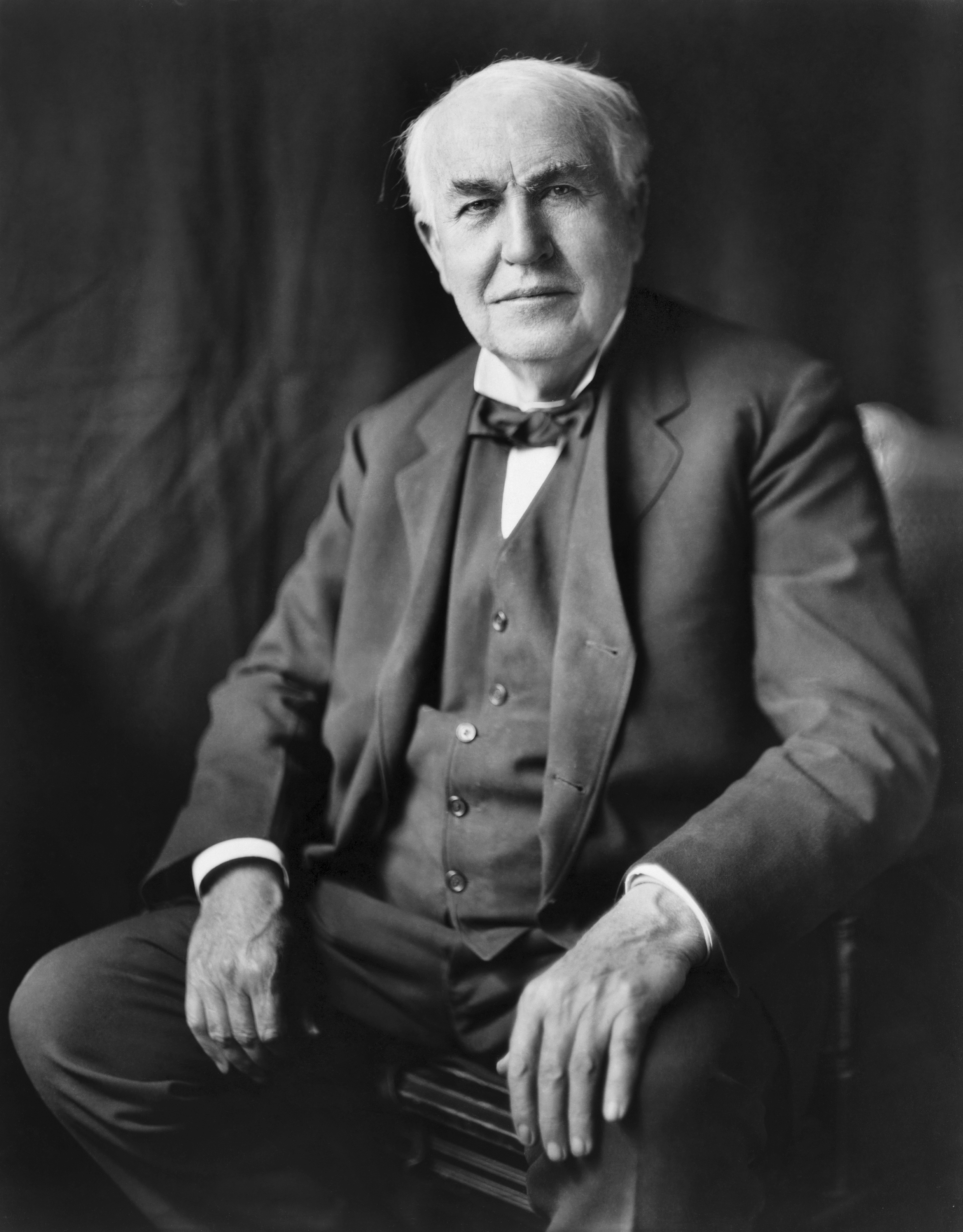
トーマス・エジソン

発達障害（注意欠陥・多動性障害（ADHD）・アスペルガー症候群など）や学習障害を抱える児童は、学校が嫌いだったり不登校になりやすい。ホームスクーリングが盛んなアメリカでは、それらを抱える児童はホームスクーリングを選択することが多い。歴史上の人物では、発明王トーマス・エジソンはADHDを抱えていたと見られているが、幼少期は学校になじむことが出来ずホームスクーリングで育った。
それらの症状を抱える児童は対人関係を苦手としていたり、学校をつまらないと感じたりしていて学校教育では就学意欲の低下が見られるが、ホームスクーリングで対人関係を巡るトラブルが解消され、また興味関心のある分野を重点的に教えることで学習意欲を高めることが出来る。ホームスクーリングの問題としては、両親が共働きの場合は子どもの教育に時間を割かなければならないので世帯収入が減少することである。また子どもの社会性が育たないとの批判がある。アメリカではホームスクーリングの児童にクラブ活動などに参加させることで交流の場を設けている。対人関係を苦手とする児童が学校でいじめを受けて不登校になりホームスクーリングになった場合でも、こうしたクラブ活動などで新たな交友関係を作れるようになるという。
日本では、オンライン授業の普及促進や学びの多様化学校（いわゆる不登校特例校）の設置などが進められているが、上のようなハンデを抱えた児童のための教育機会が十分に確保されているとは言い難い。